# Les Hauteurs qui tuent
Les Hauteurs qui tuent est un roman historique de Bernard Hermes paru en 1980. Il raconte l'histoire de la conjuration de Catilina du point de vue de Catilina, avec Cicéron comme antagoniste principal.

## Historique du roman
Bernard Hermes est né en 1929 au Luxembourg. Après des études classiques de latin et de français, il devient professeur de lettres à Esch-sur-Alzette. Il contribue également à plusieurs revues littéraires. Les Hauteurs qui tuent est son seul roman.
Le titre est un jeu de mots sur hauteur/auteur, car l'historiographie romaine inspirée par Cicéron dépeint Catilina comme un traître corrompu. 

## Résumé
Catilina est un jeune noble qui, en voulant s'opposer à la décadence des institutions romaines menacées par la montée en pouvoir des chefs militaires, va provoquer une guerre civile de laquelle il ne ressortira pas vivant. 